# 선문염송
선문염송(禪門拈頌)은 대전광역시 유성구에 있는 고려시대의 불교 책이다. 2009년 1월 28일 대전광역시의 유형문화재 제36호로 지정되었다.

## 개요
한국 선(禪)의 중심 문헌으로, 고려본의 판식을 유지하고 있고 인쇄된 자체의 특징을 보면 자획에 있어서 완결(刓缺)된 부분이 없이 비교적 깨끗하여 판각 후 가까운 시기인 여말선초에 후인된 것으로 판단된다.
선문염송집』은 고려 중기에 修禪寺 2世 國師인 진각국사 혜심(1178～1234)이 門人 眞訓 등과 더불어 禪家의 古話 1,125則과 이에 관한 여러 선사들의 징·염·화·별·송가·착어·수시·시중·광어·만참법어를, 불경 또는 祖師의 어록에서 발췌한 다음 그에 대한 강령의 요지를 제시한 拈과 頌을 붙여 30권으로 완성한 것이다.
불교사 및 서지학 연구 자료로서 가치가 높다.

## 참고 문헌
- 선문염송 - 국가유산청 국가유산포털